# Tử hình ở Guatemala
Hình phạt tử hình là một hình phạt hợp pháp ở Guatemala, và được thực hiện bằng cách tiêm thuốc độc và ở mức độ thấp hơn và là đội bắn. Nó chỉ nằm trong bộ luật công lý của quân đội, và đã bị bãi bỏ vì các vi phạm dân sự vào tháng 10 năm 2017.
Tính đến tháng 4 năm 2017, năm vụ hành quyết đã được thực hiện kể từ năm 1983; tất cả đều được phát trực tiếp trên truyền hình. Các vụ hành quyết cuối cùng diễn ra vào ngày 29 tháng 6 năm 2000, khi những kẻ bắt cóc và giết người Amilcar Cetino Perez và Tomas Cerrate Hernandez bị xử tử bằng cách tiêm thuốc độc vào được truyền hình trực tiếp.
Từ năm 20052012, bản án của tất cả 54 tù nhân bị kết án tử hình đã bị kết án chung thân. Hiện tại không có tù nhân nào nhận án tử tù ở Guatemala.
Guatemala đã bỏ phiếu ủng hộ Moratorium của Liên Hợp Quốc về Án tử hình trong các năm 2007, 2010, 2012, 2014 và 2016. Đất nước này đã bỏ phiếu trong năm 2008.
Năm 2017, Guatemala đã bãi bỏ án tử hình cho các tội phạm dân sự. Hiện tại, hình phạt tử hình chỉ có thể được áp dụng cho các tội pham thời chiến.
Tổng thống hiện tại Guatemala, Jimmy Morales, ủng hộ hình thức án tử hình.

## Thi hành từ năm 1983
|   | Người thực hiện                                  | Ngày thực hiện           | Tội ác                                           | phương pháp    | Dưới thời tổng thống |
| - | ------------------------------------------------ | ------------------------ | ------------------------------------------------ | -------------- | -------------------- |
| 1 | Pedro Castillo                                   | Ngày 13 tháng 9 năm 1996 | bắt cóc, hiếp dâm và giết bé gái 4 tuổi          | xử bắn         | Álvaro Arzú          |
| 2 | Roberto Giron                                    | Ngày 13 tháng 9 năm 1996 | bắt cóc, hiếp dâm và giết bé gái 4 tuổi          | xử bắn         | Álvaro Arzú          |
| 3 | Manuel Martinez corado                           | Ngày 10 tháng 2 năm 1998 | tàn sát bảy thành viên của một gia đình          | tiêm thuốc độc | Álvaro Arzú          |
| 4 | Amilcar Cetino Perez                             | 29 tháng 6 năm 2000      | bắt cóc và sát hại nữ doanh nhân Isabel de Botra | tiêm thuốc độc | Alfonso Portillo     |
| 5 | Amilcar Cetino Perez and Tomas Cerrate Hernandez | 29 tháng 6 năm 2000      | bắt cóc và sát hại nữ doanh nhân Isabel de Botra | tiêm thuốc độc | Alfonso Portillo     |